# Гёньон
Гёньон (фр. Gueugnon) — город и коммуна во Франции.

## География
Город Гёньон расположен на юго-западе департамента Сона и Луара региона Бургундия, в округе Шароль. Гёньон — административный центр одноимённого кантона. Площадь города составляет 28,51 км². Численность населения — 8 563 человека (на 2006 год). Плотность населения — 277 чел./км².
Гёньон лежит на берегах реки Арру, притока Луары. В городе находится сталелитейный завод фирмы Arcelor.

## История
Первое поселение появилось в районе современного Гёньона ещё в кельтскую эпоху и сохранилось также во время вхождения Галлии в Римскую империю. В Средневековье первое письменное упоминание о Гёньоне относится к 876 году; это небольшая деревня, принадлежавшая приорату Перрей. В XIV—XV столетия Гёньон и его окрестности были местом соперничества между королевством Франция и герцогством Бургундия.

## Города-партнёры
- Оттерберг (Германия)